# Чемпионат СССР по лёгкой атлетике 1937
Чемпионат СССР по лёгкой атлетике 1937 года прошёл 20—24 августа в Москве на стадионе «Динамо». Соревнования по марафонскому бегу прошли 14 августа.

## Призёры

### Мужчины
| Вид                           | Дата                          | 1 место                                                                        | Результат     | 2 место                                     | Результат                                                   | 3 место                               | Результат                                                   |
| ----------------------------- | ----------------------------- | ------------------------------------------------------------------------------ | ------------- | ------------------------------------------- | ----------------------------------------------------------- | ------------------------------------- | ----------------------------------------------------------- |
| Бег на 100 м                  |                               | А. Селиверстов Москва                                                          | 11,1          | М. Наумов Москва                            | 11,2                                                        | В. Булыгин Москва                     | 11,3                                                        |
| Бег на 200 м                  |                               | Иван Анисимов Харьков                                                          | 22,8          | П. Абрамов Москва                           | 22,9                                                        | В. Ромашенко Горький                  | 23,5                                                        |
| Бег на 400 м                  |                               | Роберт Люлько Ленинград                                                        | 50,6          | П. Абрамов Москва                           | 51,1                                                        | Ф. Долгов Москва                      | 51,4                                                        |
| Бег на 800 м                  |                               | Иван Соколов Москва                                                            | 1.59,6        | С. Савельев Новосибирск                     | 1.59,8                                                      | А. Фёдоров Москва                     | 2.00,5                                                      |
| Бег на 1500 м                 |                               | Елиазар Гвоздовер Москва                                                       | 4.01,6;       | Иван Соколов Москва                         | 4.02,2                                                      | 3 — Александр Пугачёвский Новосибирск | 4.03,0                                                      |
| Бег на 1500 м                 | 4 — Георгий Знаменский Москва | Елиазар Гвоздовер Москва                                                       | 4.01,6;       | Иван Соколов Москва                         | 4.02,2                                                      | 4.04,2                                |                                                             |
| Бег на 5000 м                 |                               | Серафим Знаменский Москва                                                      | 15.17,2       | Станислав Пржевальский Дальневосточный край | 15.20,8                                                     | Григорий Ермолаев Москва              | 15.21,4                                                     |
| Бег на 10 000 м               |                               | Моисей Иванькович Москва                                                       | 32.11,4       | Григорий Ермолаев Москва                    | 32.42,8                                                     | Иван Вавилов[уточнить] Москва         | 32.45,4                                                     |
| Эстафета 4х100 м              |                               | Ленинград И. Козлов Григорий Меерович М. Варламов Роберт Люлько                | 43,5          | Москва                                      | 43,7                                                        | Ростов-на-Дону                        | 45,1                                                        |
| Эстафета 4х400 м              |                               | Москва Ф. Долгов В. Дергачёв П. Абрамов В. Орлов                               | 3.26,8        | Ростов-на-Дону                              | 3.32,4                                                      |                                       |                                                             |
| Эстафета 4х1500 м             | 24 августа                    | «Спартак» Всеволод Крайнюков Елиазар Гвоздовер Иван Соколов Георгий Знаменский | 16.50,6 NR*   |                                             |                                                             |                                       |                                                             |
| Марафон                       | 14 августа                    | Н. Бабарыкин Москва                                                            | 2:48.26,0     | Н. Голованов Ленинград                      | 2:53.08,2                                                   | К. Ольшевский Ленинград               | 2:54.01,8                                                   |
| Бег на 110 м с барьерами      |                               | Иван Степанчонок Москва                                                        | 15,7          | П. Топчий Харьков                           | 15,8                                                        | 3 — Андрей Федотов Москва             | 15,9                                                        |
| Бег на 110 м с барьерами      | 4 — Е. Яковлев Киев           | Иван Степанчонок Москва                                                        | 15,7          | П. Топчий Харьков                           | 15,8                                                        | 16,7                                  |                                                             |
| Бег на 400 м с барьерами      | 23 августа                    | Виктор Шелудяков Москва                                                        | 55,7 NR*      | В. Елизаров Москва                          | 59,4                                                        | В. Соха Харьков                       | 59,5                                                        |
| Бег на 3000 м с препятствиями |                               | Пётр Степанов Москва                                                           | 9.55,4        | Виктор Белецкий Свердловск                  | 10.07,4                                                     | Е. Миронов Ленинград                  | 10.14,2                                                     |
| Спортивная ходьба на 20 км    | 22 августа                    | Борис Юнников Свердловск                                                       | 1:51.31,0 NR* | Николай Калинин Москва                      | 1:51.33,4                                                   | Вадим Третьяков Свердловск            | 2:03.49,6                                                   |
| Прыжок в высоту               |                               | Эдмунд Рохлин Ленинград                                                        | 1,85          | С. Афанасьев Ленинград                      | 1,80                                                        | Н. Осокин Ленинград                   | 1,80                                                        |
| Прыжок с шестом               |                               | Гавриил Раевский Харьков                                                       | 4,00          | Владимир Дьячков Москва                     | 4,00                                                        | Николай Озолин Москва                 | 4,00                                                        |
| Прыжок в длину                |                               | Н. Гурьянов Москва                                                             | 7,04          | Иван Даниленко Свердловск                   | 7,01                                                        | Михаил Бундин Горький                 | 6,92                                                        |
| Тройной прыжок                |                               | С. Афанасьев Ленинград                                                         | 13,96         | А. Борисов Ташкент                          | 13,92                                                       | Николай Арбузников Москва             | 13,76                                                       |
| Толкание ядра                 | 23 августа[уточнить]          | Александр Канаки Киев                                                          | 15,10         | Леонид Митропольский Москва                 | 14,40                                                       | Т. Репкин Сталинград                  | 13,80                                                       |
| Метание диска                 |                               | Сергей Ляхов Ашхабад                                                           | 44,19         | Александр Канаки Киев                       | 44,17                                                       |                                       |                                                             |
| Метание диска                 | Леонид Митропольский Москва   | Сергей Ляхов Ашхабад                                                           | 44,19         |                                             | 44,17                                                       |                                       |                                                             |
| Метание копья                 |                               | Л. Антипьев Горький                                                            | 62,08         | Иван Сергеев (Москва)                       | 59,07                                                       | Виктор Алексеев Ленинград             | 58,76                                                       |
| Метание молота                |                               | Александр Шехтель Ленинград                                                    | 49,52         | Григорий Артамонов Харьков                  | 45,69                                                       | Сергей Ляхов Ашхабад                  | 45,69                                                       |
| Десятиборье                   | 23—24 августа                 | Александр Канаки Киев                                                          | 6595 NR*      | Александр Дёмин Москва                      | 6558 11,5—6,70—12,22—1,75—52,5—16,6—37,29—3,35—53.97—5.04,4 | О. Вельч Москва                       | 6269 12,0—6,12—13,55—1,85—56,7—16,2—39,49—3.45—42,05—5.12.0 |

1. ↑  23 августа Александр Канаки толкнул ядро на 15,50 — новый рекорд СССР

### Женщины
| Вид                     | Дата          | 1 место                                                             | Результат  | 2 место               | Результат | 3 место                       | Результат |
| ----------------------- | ------------- | ------------------------------------------------------------------- | ---------- | --------------------- | --------- | ----------------------------- | --------- |
| Бег на 100 м            |               | Клавдия Емельянова Свердловск                                       | 12,6       | А. Червецова Москва   | 12,7      | Л. Елисеева Ленинград         | 12,8      |
| Бег на 200 м            |               | М. Рогожина Москва                                                  | 26,3       | Вера Пижурина Киев    | 26,4      | Наталья Петухова Москва       | 26,7      |
| Бег на 800 м            |               | Евдокия Васильева Москва                                            | 2.20,5     | Л. Романова Москва    | 2.23,0    | К. Фрумкина Харьков           | 2.23,5    |
| Бег на 2000 м           | 24 августа    | Евдокия Васильева Москва                                            | 6.42,0 NR* | Анна Зайцева Москва   | 6.45,4    | Анна Мушкина Москва           | 6.47,2    |
| Эстафета 4х100 м        |               | Москва Валентина Косарева А. Червецова Наталья Петухова М. Шаманова | 50,2       | Харьков               | 51,8      |                               |           |
| Бег на 80 м с барьерами |               | Галина Ганекер Баку                                                 | 12,5       | Елена Карпович Москва | 12,7      | С. Соха Харьков               | 13,0      |
| Прыжок в высоту         |               | Л. Куликова Ленинград                                               | 1,50       | Галина Ганекер Баку   | 1,50      | О. Шахова Ленинград           | 1,45      |
| Прыжок в длину          |               | Елена Карпович Москва                                               | 5,39       | Вера Пижурина Киев    | 5,34      | Мария Шаманова Москва         | 5,24      |
| Толкание ядра           |               | Наталья Поршнева Москва                                             | 12,25      | Элла Мицис Москва     | 11,72     | Л. Волонцей Ленинград         | 11,59     |
| Метание диска           |               | Галина Турова Ленинград                                             | 38,89      | Элла Мицис Москва     | 38,20     | Наталья Поршнева Москва       | 37,07     |
| Метание копья           |               | Анна Маслова Ленинград                                              | 40,31      | Элла Мицис Москва     | 39,06     | В. Попова Сталинград          | 38,33     |
| Пятиборье               | 23—24 августа | Элла Мицис Москва                                                   | 3701 NR*   | Зоя Синицкая Харьков  | 3350      | Клавдия Емельянова Свердловск | 3328      |